# 殷仲堪
殷 仲堪（いん ちゅうかん、? - 399年）は、東晋の武将。本貫は陳郡長平県。従伯父は東晋の政治家・軍人の殷浩。

## 生涯
晋陵郡太守の殷師（太常殷融の子）の子として生まれた。はじめ著作郎に任じられ、後に謝玄の長史・晋陵郡太守となる。孝武帝の下では太子中庶子・黄門郎となった。太元17年（392年）に都督三州諸軍事・西府軍元帥・荊州刺史になり江陵に鎮した。
隆安元年（397年）に北府軍元帥の王恭が挙兵した際には誘いを受けて共に挙兵し、王国宝を誅殺に追い込んだ。翌年に再度王恭が挙兵した際には、殷仲堪も桓玄と共に挙兵する。しかし王恭が劉牢之の裏切りで殺害されると、司馬道子の調略で桓玄に西府軍元帥の職を与える事が約束されたため桓玄は裏切り、殷仲堪も引き下がった。
隆安3年（399年）、殷仲堪は再び挙兵して桓玄を討とうとしたが、連戦連敗を喫した挙句に自殺した。
殷仲堪は主体性が乏しく、王恭が挙兵した際に行動を共にしたのも王恭や桓玄に勧められての事が大だったという。また武人というよりは政治家・貴族であり、風雅な清談の宴席で老荘風の詭弁を弄する事は得意でも戦場では優柔不断で「計を用いるにあたってああでもない、こうでもないとただに思いまどい、しかも物事の見通しも聞かなければ、深謀もできず、これでは負けるより仕方ない」とまで批評されているほどである。ただ政治家としてはかなり優れていたようで、人の危急を救うことを好み、病人があれば脈を診、薬を施したという。なお、殷仲堪は道教の一派である天師道に凝り、鬼神を祈るには財を惜しまなかったという。

## 逸話
殷仲堪は片目が不自由（隻眼）であり、西府軍元帥であった時期に桓玄と顧愷之が訪ねてきて「危語」（句の終わりを「危」と同じ韻にそろえて互いに詩句を連ねていく遊び）をした際に、部下の参軍が「盲人騎瞎馬、夜半臨深池」（盲人が盲馬に乗り、夜半に深い池にさしかかる）と、彼の障碍を露骨にあてこすった句を作ったが、仲堪は「胸に刺さりやがる」と言っただけで許した。